# Age of Empires II: Definitive Edition
Age of Empires II: Definitive Edition est un jeu vidéo de stratégie en temps réel sorti le 14 novembre 2019. Il s'agit d'une remastérisation du jeu vidéo original Age of Empires II: The Age of Kings sorti en 1999. Le remaster est développé par Forgotten Empires et édité par Xbox Game Studios.

## Différences avec l'original
Vingt ans séparent la sortie de The Age of Kings et la Definitive Edition, intervalle pendant lequel le jeu a connu quatre extensions successives. De ce fait les différences sont nombreuses entre les deux versions.
Il comporte une nouvelle campagne solo appelée The Last Khans ainsi que toutes les extensions précédentes de l'édition originale. À cela s'ajoute en contenu téléchargeable l'extension Lords of the West. Cela porte le total de campagnes à vingt-six contre cinq originellement et triple le nombre de civilisations jouables.
La Definitive Edition propose des visuels améliorés, prend en charge la résolution 4K. En revanche les différentes unités ont toutes le même aspect et le même nom quelle que soit la civilisation à laquelle elles appartiennent, et ce alors que les limitations techniques contraignant la version de 1999 ne sont plus d'actualité en 2019 ; en 2021 un patch introduit cependant pour les deux ans du jeu 5 visuels différents pour l'une des unités du jeu. La bande son de son côté fait l'objet d'une restauration complète et est étendue.
Le gameplay est également modifié, notamment par des ajouts dans l'interface qui permettent de ressemer automatiquement les fermes ou la répartition par tâche des différents villageois.
L'arbre des technologies des différentes civilisations a également été significativement modifié, notamment par l'ajout de nouvelles unités et technologies de base, de bonus d'équipe ou de technologies uniques[réf. nécessaire]. De nombreux changements de bonus et d'équilibrage ont également été opérés au fil des extensions, et ce dès la première sortie en 2000, si bien que certaines stratégies valables en 1999 ne sont plus d'actualité vingt ans plus tard. Près d'une dizaine de modifications différentes ont par exemple été apportées au fantassin à épée longue entre 1999 et 2021. Ainsi les Francs de la version de 1999 sont toujours reconnaissables dans la version de  2019 mais les diverses modifications apportées au jeu font que la manière de les jouer efficacement a fortement évolué. Depuis 2019, les mises à jour oscillent entre rééquilibrages légers et refontes en profondeur des caractéristiques de certaines civilisations.
Contrairement au jeu d'origine qui en comptait treize, il y a 35 civilisations jouables dans Age of Empires II: Definitive Edition, auxquelles doivent encore être ajoutées les 8 civilisations incluses dans les récentes expansions. Le tableau suivant offre une vue d'ensemble de toutes ces 42 civilisations, classées par style architectural. Les civilisations ajoutées dans les extensions sont données en italique.
| Style         | Amériques            | Europe de l’Ouest                       | Europe centrale            | Europe de l'Est                                        | Europe méditerranéenne                                                       | Moyen-Orient                    | Afrique            | Asie du Sud                               | Asie centrale  | Asie de l'Est                                                           | Asie du Sud-Est       |
| ------------- | -------------------- | --------------------------------------- | -------------------------- | ------------------------------------------------------ | ---------------------------------------------------------------------------- | ------------------------------- | ------------------ | ----------------------------------------- | -------------- | ----------------------------------------------------------------------- | --------------------- |
| Civilisations | Aztèques Incas Mayas | Bourguignons Britanniques Celtes Francs | Goths Huns Teutons Vikings | Bohémiens Bulgares Hongrois Lituaniens Polonais Slaves | Arméniens Byzantins Espagnols Géorgiens Italiens Portugais Romains Siciliens | Berbères Perses Sarrasins Turcs | Éthiopiens Maliens | Hindoustanis Bengalis Dravidiens Gurjaras | Coumans Tatars | Chinois Coréens Japonais Jürchen Khitans Mongols Shu Vietnamiens Wei Wu | Birmans Khmers Malais |

## Système de jeu
Le système de jeu se divise en deux grandes parties : le mode campagne qui à travers un script historique permet de rejouer des batailles qui ont marqué l'histoire, et le mode "escarmouche" qui permet l’affrontement direct en alliés ou pas et contre un ou plusieurs ennemis (en intelligence artificiel ou autres joueurs via internet). Le mode multijoueur en ligne propose un mécanisme de parties classées ou les joueurs s'affrontent à niveau à peu près équivalent, le jeu déterminant le niveau du joueur sous forme de points, communément appelé ELO.
Pour chaque système de jeu, le joueur doit construire sa cité : produire des villageois, collecter des ressources (nourriture, bois, or et pierre) et construire bâtiments économiques et militaires qui permettront la production d'une armée pour agresser l'adversaire ou se défendre. Le joueur doit prendre des décisions sur le type d'économie à privilégier en fonction du type d'unité qu'il souhaite produire pour agresser ou répondre à une agression. Un système d'âges à traverser, de types d'unités militaires qui peuvent être d'agression ou de contre, de technologies économiques et militaires, accessibles ou pas à chaque civilisation, parfois uniques, fonde la force et faiblesse de chaque civilisation.
Le jeu propose plusieurs types de parties et victoires possible en mode escarmouche, par exemple victoire lors de la construction d'une merveille, ou bien de la défaite sur la perte du forum principal. Le mode "conquête" est le mode le plus utilisé en partie classée, ou la victoire s'obtient uniquement par la domination militaire de son ou ses ennemis. Il existe de nombreuses cartes aux profils différents : "fermées" comme Arena (le joueur commence déjà entouré de murs de pierre) ou plus ouverte comme Arabie, laissant court aux agressions précoces, ou bien des cartes privilégiant la présence d'eau, ou un placement particulier des ressources.

## Contenus additionnels
Une première extension, intitulée Lords of the West, est sortie le 26 janvier 2021. Elle comporte trois nouvelles campagnes (Longshanks, les ducs de Bourgogne et les Hauteville) et ajoute deux civilisations supplémentaires (les Bourguignons et les Siciliens).
Une autre extension, intitulée Dawn of the Dukes, est sortie le 10 aout 2021. Elle est centrée sur l'Europe de l'Est et introduit notamment les campagnes coopératives,. Deux nouvelles civilisations font leur apparition : les Bohémiens et les Polonais. Elle comporte trois nouvelles campagnes (Olgierd et Kęstutis, Hedwige, et Jan Žižka).
Une nouvelle extension, intitulée Dynasties of India, est sortie le 28 avril 2022. Elle s'oriente sur l'Inde avec l'introduction de trois nouvelles civilisations (les Bengalis, les Dravidiens et les Gurjaras) ainsi que trois nouvelles campagnes (Babur, Rajendra et Devapala). La civilisation indienne, introduite dans The Forgotten est renommée Hindoustanis et voit son arbre des technologies partiellement modifié.
Une nouvelle extension, intitulée Return of Rome, est sortie le 16 mai 2023. Il s'agit en fait d'un portage du premier jeu et de son extension, intégrés dans Age of Empires II : Definitive Edition dans un cadre de graphisme et de gameplay similaire à ce dernier (possibilité de construire des portes, adopter des formations militaires, faire du commerce terrestre, pathfinding retravaillé...). Deux nouvelles civilisations sont également introduites (les Lạc Việt (en) pour le premier jeu, et les Romains pour le second jeu) ainsi que trois nouvelles campagnes (Sargon d'Akkad, Pyrrhus Ier et Trajan), toutefois sans conserver les campagnes originales,, qui sont ajoutées progressivement au fur et à mesure des diverses mises à jour.
Une nouvelle extension, intitulée The Mountain Royals, est sortie le 31 octobre 2023. Elle s'oriente sur le Caucase avec l'ajout des Arméniens et des Géorgiens et la refonte des Perses ainsi que trois nouvelles campagnes (Tamar, Thoros le Grand et Ismaïl Ier).
Une nouvelle extension, intitulée Victors and Vanquished, est sortie le 14 mars 2024. Elle comprend une nouvelle campagne composée de 19 scénarios, à la base gratuits, indépendants les uns des autres. Chaque scénario dépeint le parcours politique et militaire de plusieurs personnalité marquantes du Moyen-Âge comme Charlemagne, Ragnar Lothbrok ou encore Oda Nobunaga. En revanche, contrairement aux précédents DLCs, il n'y a pas de nouvelles civilisations.
Une nouvelle extension, intitulée Chronicles : Battle for Greece, est sortie le 14 novembre 2024 et permet de jouer des civilisations antique de Sparte, Athènes et l'empire achéménide. Il ne propose qu'une seule campagne, composée de 21 scénarios; celle-ci retrace les événements de la révolte ionnienne, des guerres médiques et de la guerre du Péloponnèse, et faisant intervenir de nombreux protagonistes comme Artapherne, Thémistocle et Lysandre. Il rajoute aussi différentes unités terrestres comme navales.
En mars 2025, une huitième extension est annoncée, dont la sortie est prévue pour avril de la même année. L'extension des « Trois Royaumes » (Three Kingdoms), inspirée de la période historique éponyme, introduit cinq nouvelles civilisations : Shu, Wei, Wu, Jürchens et Khitans, ainsi que trois nouvelles campagnes centrées sur Liu Bei, Cao Cao et le Clan Sun. Cette extension propose également un skin unique pour tous les châteaux, les unités uniques d'élite, et les moines et monastères de toutes les civilisations.

## Accueil
Age of Empires II: Definitive Edition a reçu des avis généralement favorables selon l'agrégateur d'avis Metacritic avec un score de 84/100 sur 32 avis. Cale Hunt de Windows Central a salué l'amélioration des illustrations, des animations et de la qualité de vie, mais a critiqué la recherche de chemin de l'IA et a souligné la nécessité d'un équilibrage plus poussé.

## E-sport
Le regain d'intérêt pour Age of Empires suscité par la sortie de la Definitive Edition a attiré plusieurs sponsors, dont Red Bull, pour raviver une pratique compétitive jusque-là confidentielle et doter des tournois distribuant plusieurs dizaines de milliers de dollars de prix. La scène mondiale est dominée par le joueur norvégien Ørjan Larsen (de), plus connu sous le pseudonyme TheViper, et ce depuis plusieurs années avant la sortie de la Definitive Edition, celui-ci ayant commencé à jouer avec son père à la version Conquerors de 2001. D'autres joueurs comme Daut (Serbie), Hera (Canada), Liereyy (Autriche) ou Yo (Chine) sont cités parmi les meilleurs du monde.
Parmi les tournois individuels les plus importants et les mieux dotés, on peut citer la Hidden Cup sponsorisée principalement par Microsoft (87 240 $ de prix pour la quatrième édition de mars 2021), le Redbull Wololo (100 000 $ pour la cinquième édition de septembre 2021) ou encore le King of the Desert (50 000 $ pour la troisième édition d'octobre 2020). À titre de comparaison, en 2017 un match officiel entre les deux meilleurs joueurs du monde était sponsorisé à hauteur de 2 000 dollars. L'ensemble de l'année 2022 sera caractérisée par un recul global du financement de grandes compétitions Age of Empires II, très possiblement due en partie à la volonté de Microsoft de recentrer la promotion sur le nouvel Age of Empires IV, alors bien que les compétitions de niveau amateur à semi professionnels restent fréquemment organisées. Mais le Red Bull Wololo Legacy, tournoi à 200 000 $, qui s'est déroulé en octobre 2022 au château de Heidelberg pour le main event et regroupant les meilleurs joueurs mondiaux d'Age of Empires I, II et IV offre une affiche de haut niveau pour les spectateurs et adeptes de pratique compétitive sur Age of Empires II.